# Застава Бахреина
Застава Бахреина се састоји од белог поља које је од црвеног одвојено помоћу пет троуглова који служе и као линија разграничења.
Црвена традиционална боја заставе Персијскогског залива је ограничена са пет белих врхова који представљају пет стубова ислама.
Најстарија позната застава ове земље је била једноставно црвена. Током XIX. века додана је бела пруга да означи примирје са осталим земљама у региону, а након тога додани су троуглови да би се раздвојила ова застава од застава других земаља у региону. Првобитно је застава имала више белих троуглова, али ово је промењено 17. фебруара 2002. да би застава представљала стубове вере. 

## Галерија
- Застава Бахреина пре 1820.
- Застава Бахреина
(1820-1932)
- Застава Бахреина
(1932-1972)
- Застава Бахреина
(1972-2002)
- Краљевска стандарта Бахреина